# Antoni Llevot Lloret
Antoni Llevot Lloret (Betesa, Ribagorça, 7 de juny de 1950) és un polític català, diputat al Parlament de Catalunya en la VIII legislatura

## Biografia
Es llicencià en belles arts a la Universitat de Barcelona i és professor de dibuix per l'Escola Superior de Belles Arts de Sant Jordi de Barcelona. Ha treballat com a professor a l'IES Joan Oró de Lleida, de 1980 a 1995 ha estat director de l'Escola Municipal de Belles Arts de Lleida i de 1995 a 2003 president del Patronat del Museu d'Art Jaume Morera de Lleida i de l'Institut Municipal de Música de Lleida.
Militant del PSC-PSOE fou elegit paer de Lleida a les eleccions municipals espanyoles de 1995 i 1999 i va ser nomenat paer de Cultura i President de la Comissió de Cultura, Esports i Festes. De 1999 a 2003 també fou diputat de la Diputació de Lleida, vicepresident de la comissió de Cultura de la Federació de Municipis de Catalunya i membre del Consell Comarcal del Segrià.
De febrer de 2004 a gener de 2007 fou Director dels Serveis Territorials del Departament de Cultura de la Generalitat de Catalunya a Lleida, i de febrer de 2007 a maig de 2008 director dels Serveis Territorials d'Educació de la Generalitat de Catalunya a Lleida. En maig de 2008 va substituir en el seu escó Marta Camps i Torrents, escollida diputada a les eleccions al Parlament de Catalunya de 2006. De 2008 a 2010 ha estat secretari de la Mesa de la Comissió d'Agricultura, Ramaderia i Pesca i de la Mesa de la Comissió de Política Cultural del parlament de Catalunya.